# یارگیل
یارگیل (به لاتین: Yargil) یک منطقهٔ مسکونی در روسیه است که در داغستان واقع شده‌است.